# S4C
S4C, Sianel Pedwar Cymru (Kanal fyra Wales), är en kymriskspråkig tv-kanal i Wales, Storbritannien. Den startades den 1 november 1982.